# Jorge Pombo
Jorge Pombo (Zaragoza, 22 februari 1994) is een Spaans voetballer die als middenvelder speelt. Hij verruilde Real Zaragoza in augustus 2020 voor Cádiz CF, dat hem in het voorgaande seizoen al huurde.

## Carrière
Pombo speelde in de jeugd van Real Zaragoza en speelde meer dan 90 wedstrijden voor het tweede team alvorens te promoveren naar het eerste team in 2016. Hij speelde er in vier seizoenen 97 wedstrijden en kon elf keer scoren, maar werd in 2020 uitgeleend aan Cádiz CF, door de Coronacrisis speelde hij niet veel maar kwam toch aan twaalf wedstrijden. Cádiz nam hem na het seizoen ook definitief over van Zaragoza.

## Statistieken
| Seizoen         | Club            | Land            | Competitie         | Competitie | Competitie | Beker | Beker | Europees | Europees | Totaal | Totaal |
| Seizoen         | Club            | Land            | Competitie         | Wed.       | Dlp.       | Wed.  | Dlp.  | Wed.     | Dlp.     | Wed.   | Dlp.   |
| --------------- | --------------- | --------------- | ------------------ | ---------- | ---------- | ----- | ----- | -------- | -------- | ------ | ------ |
| 2016/17         | Real Zaragoza   | Vlag van Spanje | Segunda División A | 16         | 2          | 1     | 0     | —        | —        | 17     | 2      |
| 2017/18         | Real Zaragoza   | Vlag van Spanje | Segunda División A | 34         | 5          | 4     | 2     | —        | —        | 38     | 7      |
| 2018/19         | Real Zaragoza   | Vlag van Spanje | Segunda División A | 39         | 4          | 2     | 1     | —        | —        | 41     | 5      |
| 2019/20         | Real Zaragoza   | Vlag van Spanje | Segunda División A | 10         | 0          | 1     | 0     | —        | —        | 11     | 0      |
| 2019/20         | → Cádiz CF      | Vlag van Spanje | Segunda División A | 12         | 0          | 0     | 0     | —        | —        | 12     | 0      |
| 2020/21         | Cádiz CF        | Vlag van Spanje | Primera División   | 12         | 1          | 3     | 0     | —        | —        | 15     | 1      |
| Carrière totaal | Carrière totaal | Carrière totaal | Carrière totaal    | 123        | 12         | 11    | 3     | 0        | 0        | 134    | 15     |

1 Gil ·
2 Zaldúa ·
3 Fali ·
4 Alcaraz ·
5 Chust ·
6 San Emeterio ·
7 Sobrino ·
8 Á. Fernández  ·
9 Martí ·
10 Ocampo ·
11 Recio ·
12 Kouamé ·
13 Caro ·
14 Kovačević ·
15 Mwepu ·
16 Ramos ·
17 Escalante ·
18 Matos ·
19 De la Rosa ·
20 Carcelén ·
21 Alarcón ·
22 Ontiveros ·
23 C. Fernandéz ·
24 Glauder ·
25 Melendo ·
33 Cabrera ·
Coach: Garitano